# کوپید فاتح (تابلو نقاشی)

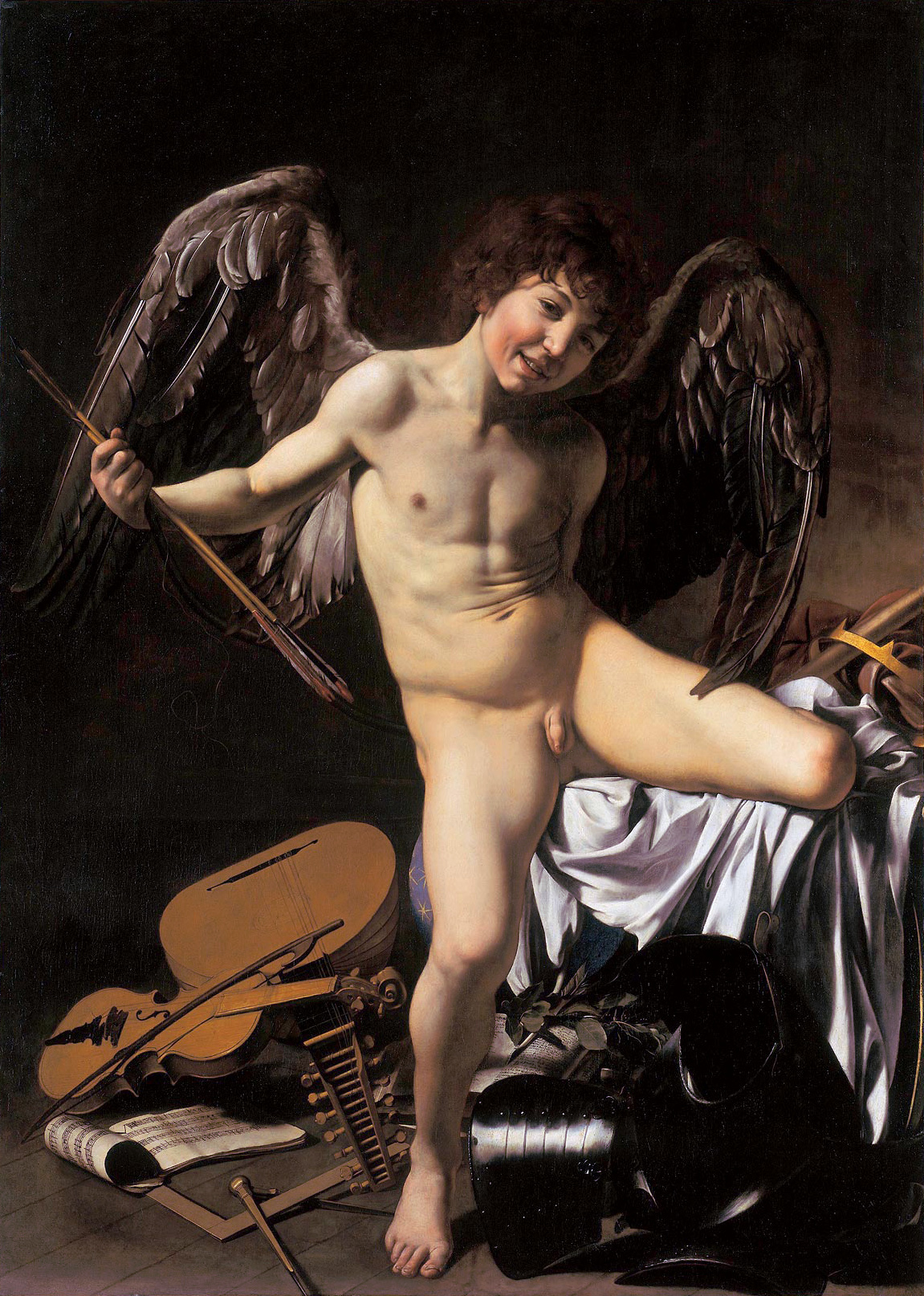
کوپید فاتح
از میکل‌آنجلو مریسی دا کاراواجو.
۱۶۰۲–۱۶۰۱
تکنیک: رنگ روغن روی بوم
ابعاد: ۱۱۳ × ۱۵۶ سانتی‌متر.
محل نگهداری: گالری نقاشی برلین

Amor Vincit Omnia ("عشق همه چیز را تسخیر می‌کند" در لاتین، که در انگلیسی با نام‌های مختلفی از جمله Amor Victorious , Victorious Cupid , Love Triumphant , Love Victorious، یا Love Earthly شناخته می‌شود) یک نقاشی از کاراواجو، هنرمند باروک ایتالیایی است.
نقاشی کوپید فاتح، آمور یا کوپید رومی را نشان می‌دهد که بال‌های عقاب تیره‌ای به تن دارد، نیمه نشسته یا در حال جست و خیز روی چیزی شبیه به میز. در اطراف او ابزارآلات بشر ساخت همچون ویولن و عود، زره، قطب‌نما، دفتر نت و گونیا درهم و لگدمال زیر پای کوپید دیده می‌شوند. این نقاشی بیانگر خطی از اشعار کوتاه ویرژیل (Eclogues)، با این مضمون است: Omnia Vincit Amor et nos cedamus amori ("عشق همه چیز را فتح می‌کند، بگذار همه تسلیم عشق شویم"). نسخه خطی موسیقی روی زمین یک "V" بزرگ را نشان می‌دهد که احتمالاً اشاره به دستاوردهای مارکسی وینچنزو جوستینیانی، کلکسیونر آثار هنری و اشرافی معروف ایتالیایی، دارد که برای آثار کاراواجو بیش از آثار هنری دیگر ارزش قائل بوده‌است.

## زمینه
موضوع کوپید موضوع رایج دوران کاراواجو بود. در حالیکه آثار دیگر، مانند کوپید خفته اثر باتیستلو کاراچیولو، یک نسخه ایده‌آل و تقریباً رایج از کوپید را ارائه می‌دهند، تصویر کاراواجو از کوپید غیر معمول و بر خلاف تصورات رایج از او است. به‌کارگیری سایه روشن دراماتیک توسط نقاش و ایجاد وضوح بالا از طراحی، تابلو را به یک تابلوی عکس شبیه ساخته‌است. علیرغم نشانه‌های روشنِ بهره‌گیری از یک مدل زنده توسط نقاش، ژست کوپید در طراحی کاراواجو شباهت غیرقابل انکاری با مجسمه نابغه پیروزی اثر میکل آنژ دارد که هم‌اکنون در کاخ قدیمی (Palazzo Vecchio) شهر فلورانس به نمایش گذاشته شده‌است. ظاهراً کاراواجو این ژست را در نظر داشته‌است.
اوراتسیو جنتیلسکی بال‌ها را به کاراواجو به‌عنوان تکیه‌گاه برای استفاده در نقاشی قرض داد، و این اتفاق اجازه می‌دهد تا تاریخ‌گذاری نسبتاً دقیقی بین سال‌های ۱۶۰۲ تا ۱۶۰۳ برای زمان نقاشی انجام شود. از همان ابتدا در مدح این نقاشی، اشعار و اپیگرام‌هایی (ستایش نامه) نوشته شد. در یکی از آنها برای ستایش این تابلو از عبارتی ویرژیلی به زبان لاتین با عنوان Omnia Vincit Amor استفاده شد. اما این عنوان، رسماً در سال ۱۶۷۲ در زندگی نامهٔ کاراواجو نوشته جیووانی پیترو بلوری برای تابلو مطرح شد.

نقاشی عشق الهی در مقابل عشق شیطانی (نسخه دوم) - جیووانی بالیونه

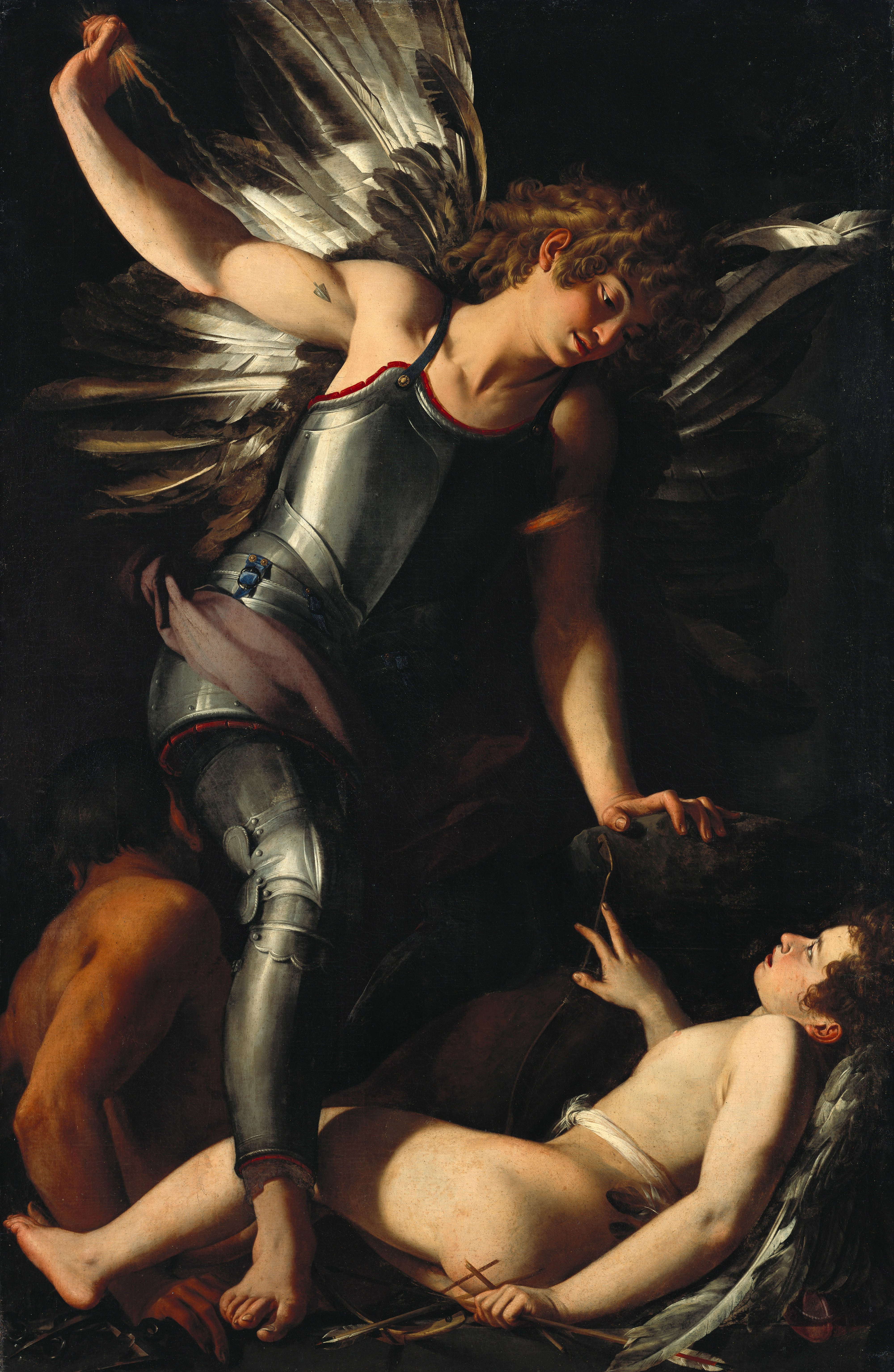
نقاشی عشق الهی در مقابل عشق شیطانی (نسخه اول) - جیووانی بالیونه

در سال ۱۶۰۲، اندکی پس از تکمیل Amor Vincit، کاردینال بندتو جوستینیانی، برادر و همکار وینچنزو جوستینیانی یک نقاشی را به هنرمند برجسته معاصر با کاراواجو، جیووانی بالیونه سفارش داد. تابلوی «عشق الهی درمقابل عشق شیطانی» بالیونه که در آن عشق الهی در حال جداسازی یک لوسیفر از کوپید نوجوان است، از لحاظ سبک به شدت مشابه با اثر کاراواجو از آب درآمد. از این رو به شدت مورد اعتراض کاراواجو قرار گرفت. با اعتراض کاراواجو و همچنین دوستانش، بالیونه نسخه ای دیگر از نقاشی خود را ارائه می‌دهد که در آن چهره کاراواجو روی سر لوسیفرِ طرحِ قبلی اش به عنوان شیطان قرار می‌گیرد. بدین ترتیب یک نزاع طولانی و شریرانه آغاز می‌شود که تا چندین دهه پس از مرگ کاراواجو، زمانی که بالیونه نابخشوده اولین زندگی‌نامه‌نویس او شد، پیامدهای غیرقابل پیش‌بینی برای او به همراه داشته‌است.
برخی از مورخان هنری از جمله جیانی پاپی، مورخ ایتالیایی، چهره کوپید در این نقاشی را متعلق به «سکو دل کاراواجو» از شاگردان و پیروان ناشناس مکتب کاراواجو دانسته‌اند. آنها بر این عقیده اند که اگر نام واقعی «سکو» فرانچسکو بونری بوده باشد، کاراواجو در بسیاری از نقاشی‌های خود، از او به عنوان مدلی برای طراحی چهره و صورت بهره برده‌است.
مشابه با چهرهٔ کوپید را می‌توان در تابلوی «تعمید پولس» (۱۶۰۰/۱) نیز مشاهده نمود که در آن چهره فرانچسکو به تمثیل از فرشتهٔ یاری رسان به مسیح نقاشی شده‌است. همچنین در تابلوی «قربانی اسحاق» (۱۶۰۳) نیز، چهره اسحاق که ابراهیم در حال بریدن سر او است، مشابه با چهره کوپید، در تابلوی «کوپید فاتح» است.
در تابلوهایی دیگر از این هنرمند، نظیر «شهادت متی»، «داوود با سر گلیات» و همچنین «یحیای تعمیددهنده» نیز می‌توان چهره‌هایی یافت که مشابه با چهره کوپید (آمور) در تابلوی مورد بحث هستند.
این نقاشی تا سال ۱۸۱۲ در مجموعه جوستینیانی باقی ماند. سپس توسط فروشنده آثار هنری Féréol Bonnemaison خریداری و در سال ۱۸۱۵ به فردریش ویلهلم سوم پنجمین پادشاه پروسی فروخته شد.
هم‌اکنون این تابلو در گالری نقاشی برلین نگهداری می‌شود.